# 허이두나나시구

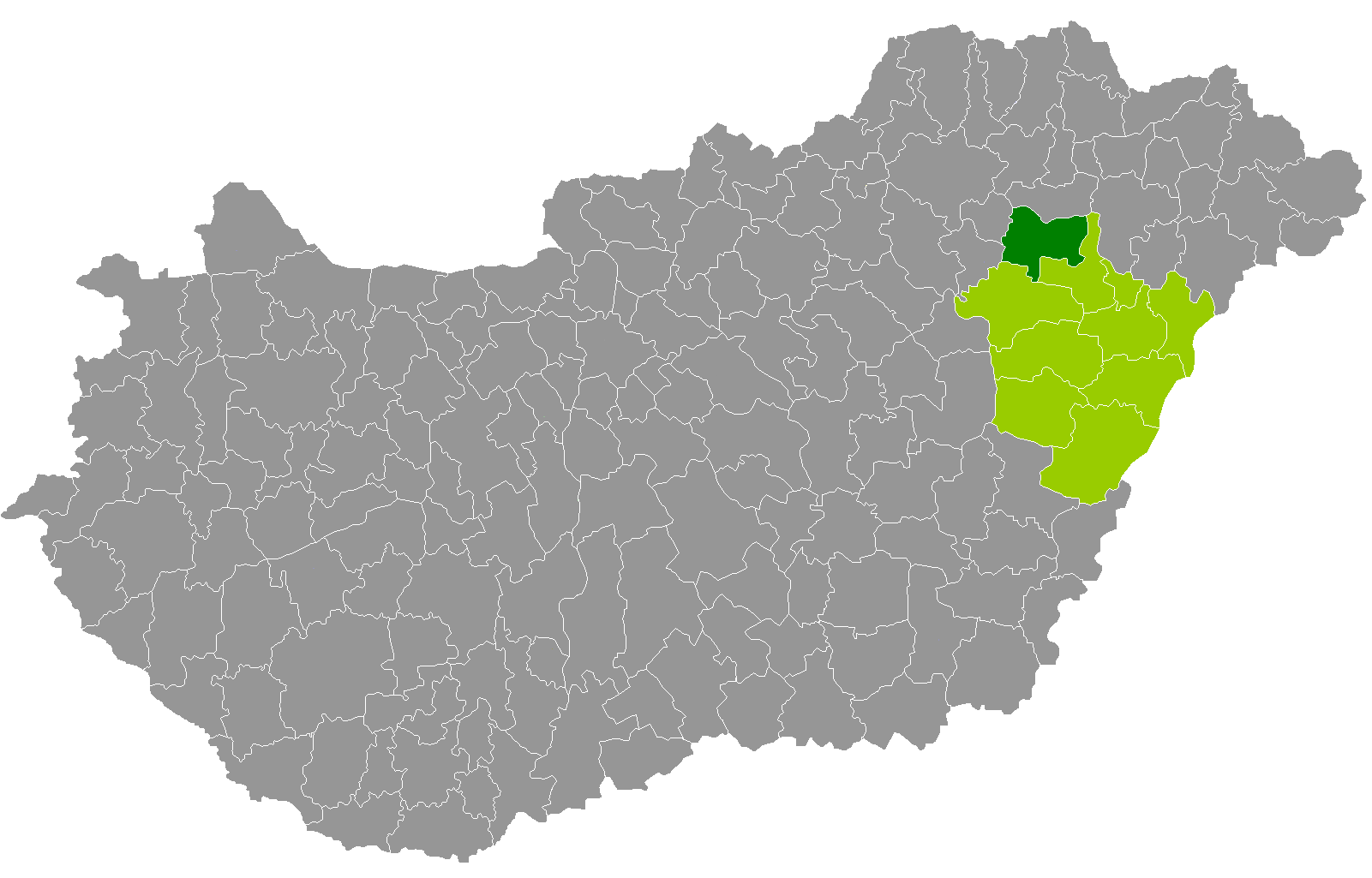
허이두비허르주 지도에 표시된 허이두나나시구의 위치

허이두나나시구(헝가리어: Hajdúnánási járás)는 헝가리 허이두비허르주에 위치한 구로 구청 소재지는 허이두나나시이며 면적은 547.27km2, 인구는 29,614명(2011년 기준), 인구 밀도는 54명/km2이다.
북쪽으로는 서볼치서트마르베레그주 티서버슈바리구, 남동쪽으로는 허이두뵈쇠르메니구, 남쪽으로는 벌머주이바로시구, 서쪽으로는 보르쇼드어버우이젬플렌주 메죄차트구, 티서우이바로시구와 접한다. 6개 지방 자치체(2개 시, 4개 마을)를 관할한다.

구 문장